# Pigazzano
Pigazzano és una frazione del municipi de Travo, situat a la província de Piacenza, a la regió de la Emilia Romagna, (Itàlia). Està situada a uns 24 km del sud-oest de Piacenza.

## Galeria de fotos

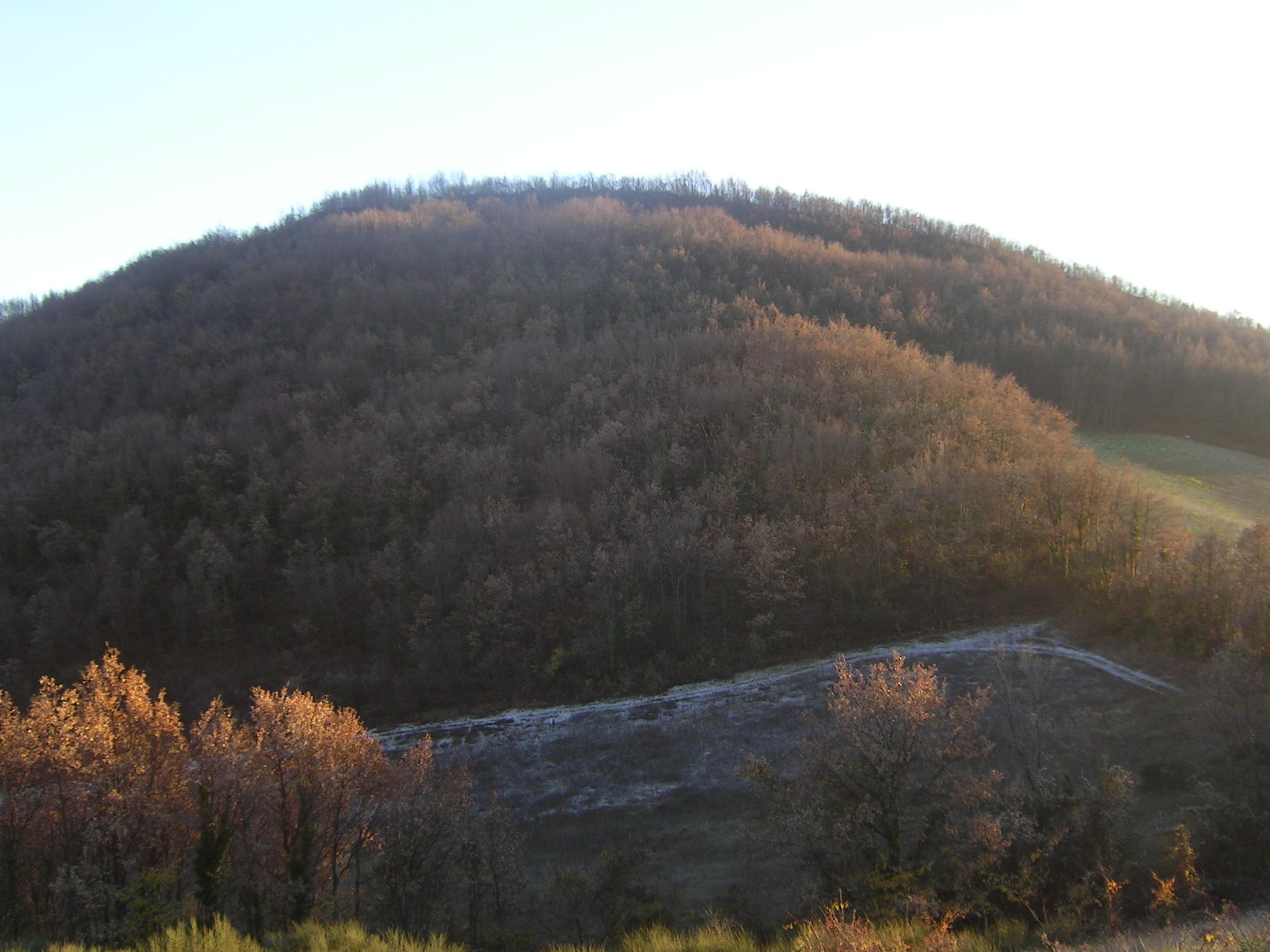
Monte Pillerone
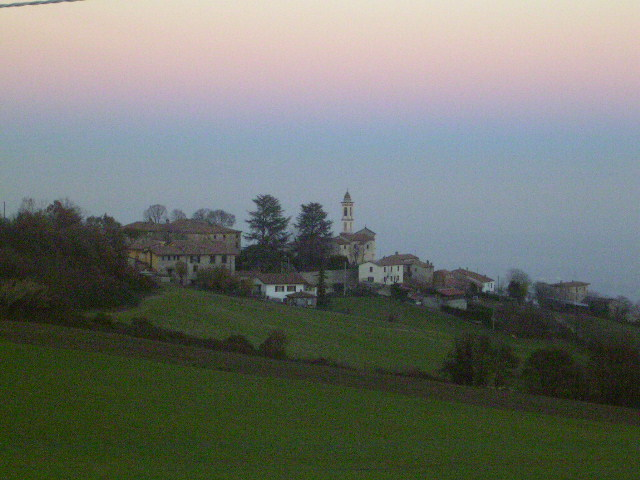
Paisatge
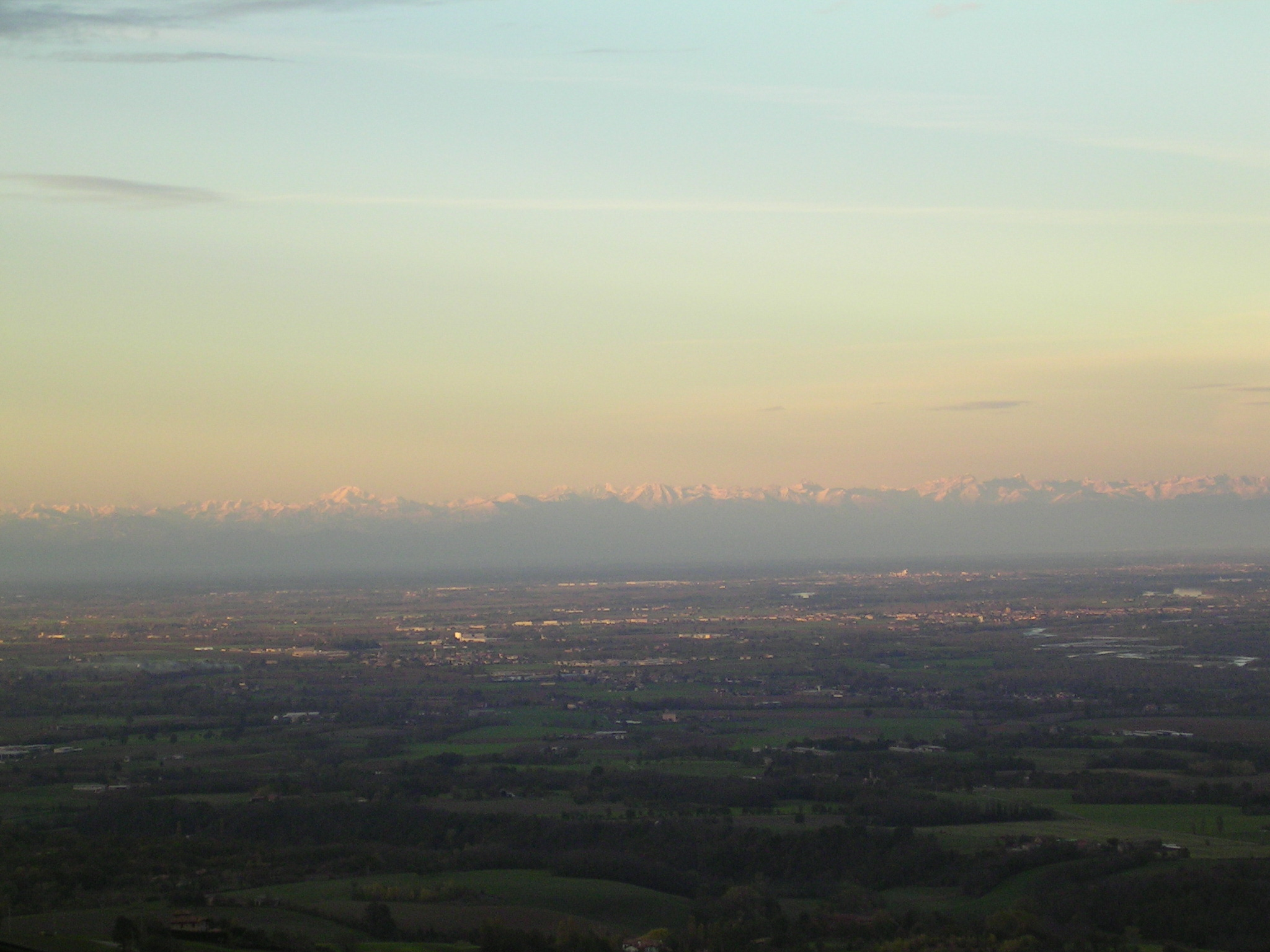
Vista panoràmica